# 周奕成
周奕成（英語：Jou Yi-Cheng，1967年11月20日—），台灣政治運動者，作家，創業家。麻省理工學院（MIT）史隆管理學院管理碩士，約翰霍普金斯大學高等國際研究院（SAIS）外交碩士，國立政治大學新聞研究所碩士修畢，是學運世代的代表人物之一，國外學者譽為台灣新世代的思想家與意見領袖。曾任民主進步黨中央黨部青年發展部及文宣部主任、第三社會工作室召集人、第三社會黨發起人、世代論壇召集人兼執行長、行政院政務顧問、總統府諮議、台灣民主基金會主任。現為新議程研究室主持人、世代文化創業群負責人。論述領域廣及憲政、兩岸、外交、媒體、文化及創業等。

## 生平
1990年3月14日，周奕成為野百合學運開第一槍，他所領導的中國文化大學「草山學會」發動數十名學生到陽明山中山樓向萬年國會抗議。次日，國立台灣大學等其他各校學生開始進入中正紀念堂靜坐，發展成為近萬人的學生示威運動。
1996年5月，周奕成擔任民進黨文宣部副主任，發動上百位民進黨新世代幹部提出《台灣獨立運動的新世代綱領》，主張台灣現狀獨立，民進黨應轉型為中間偏左的社會改革政黨、不應以台灣獨立為唯一使命，引發黨內外大辯論。雖受到台獨基本教義派的圍剿，但其部分主張在1999年民進黨《台灣前途決議文》中得到體現。
1996年7月，周奕成提出「十八歲公民權」修憲案，主張修改《中華民國憲法增修條文》降低投票年齡為十八歲，該案成為民進黨立法院黨團提案。在1999年周奕成擔任修憲政黨協商小組成員時，該案首度進入政黨協商程序。至今該修憲案仍未通過。
1999年至2000年，周奕成以民進黨青年部主任身分為陳水扁競選總統主持青年工作，在全台灣幾乎每一個大專院校共成立了兩百多個小組織，為民進黨青年工作的組織化打下基礎，培育了許多後來擔任公職或幕僚的青年幹部。因此有人稱他為「永遠的青年部主任」。
2001年，周奕成從美國華府回到台灣，受總統陳水扁徵召進入總統府擔任諮議，為陳水扁撰寫文稿。不到一年，周奕成辭職再度赴美深造，似已顯示脫離陳水扁政府的意向。
2003年底，陳水扁發動「和平公投」。周奕成在美國撰文指出此一作為違反台灣的國家利益，在政策觀點上對陳水扁公開表示異議。但在2004年初，周回到台灣，仍受邀進入陳水扁競選總部擔任公投議題顧問，協助處理公投的論述。
2004年陳水扁連任成功，周奕成形同被排除在核心之外，僅以熟悉國際事務及台灣民主化歷史而出任台灣民主基金會主任，主持民主外交事務。周負責籌備美國前總統柯林頓、捷克前總統哈維爾、韓國前總統金泳三等人訪台演講，並籌組亞洲民主化世界論壇（World Forum for Democratization in Asia）等。
2005年，謝長廷提出「和解共生論」，主張政黨之間與兩岸之間的和解與合作，幕後執筆者即為周奕成。謝長廷出任行政院長，周奕成一度是行政院新聞局局長人選，後據傳因總統府反對而作罷。周隨即被聘為行政院政務顧問，協助處理兩岸及國際事務。
2006年，周奕成在《中國時報》專欄中多次撰文，批判陳水扁的諸多外交與兩岸政策作為違背了台灣的國家利益；其給民進黨青年的公開信亦指出民進黨領導層的許多問題，反映出其作為民進黨內具有一定影響的青壯代領袖人物的反省能力。
2006年，周奕成籌組世代論壇，做為推動修憲運動的機構。2007年1月，世代論壇發表《第三共和修憲說帖》，提出總綱不動、政府採議會內閣制、國會選舉採聯立式兩票制、憲法本文公投、降低修憲門檻等修憲五原則。
2007年5月，周奕成提議組建第三社會黨，希望克服台灣藍綠分化對峙的困境，呼應民間渴求真正第三勢力的呼聲，獲得知名人士如唐飛、黃石城、陳長文、沈富雄、林濁水、龍應台及上百名學者的公開支持。
2007年5月27日，周奕成說：「這次（2007年）民進黨內立委初選，親綠媒體介入很深，並不令人意外；因為自1991年地下電台興起，海外台獨學者回台組成台教會，民進黨已把意識形態外包了。以前是從政者做理論，如許信良、林濁水和謝長廷等；現在地下電台和名嘴用強烈的民粹語言訴求群眾，使得政治領導者逐漸喪失理論論述能力。民進黨政黨部門與理論論述脫勾，和論述被外人壟斷，是民進黨面臨的危機之一。」
2007年9月26日，周奕成說，民進黨已經庸俗化，所需要的人才、所培養的人才也趨向庸俗，未來並非沒有新的人力資源，只是這些人雖然能夠在選舉中獲勝，卻難以承擔領導國家的大任。他說，他從十多年前就為民進黨做青年工作，清楚地看到這十幾年來，民進黨所招收的青年人性質有很大的轉變：民進黨在野時代，特別是解嚴前後所吸引到的人，很多是當時優秀的知識青年，也有浪漫的理想；陳水扁政府執政前後，有許多青年加入民進黨，後來成為幕僚，還有幾位當選公職，這一批人有的還有理想性、有的就比較現實；陳水扁政府執政後加入民進黨的年輕人，有一些是看在從政的機會而來，也有一些人在很年輕時就沾染了不少政治圈的習氣；這種變遷的軌跡，他的感受非常明顯。他說，這不能責怪年輕人，只能說：早期民進黨領導者們有理想，所以吸引了有理想的年輕人，也教育了年輕人有理想；後來民進黨庸俗化，必然吸引庸俗的年輕人，甚至使得本來有理想的年輕人變質；他認為，現在的五、六十歲這一代人要負很大的責任。
2007年9月26日，周奕成批評，民進黨中執會通過的〈正常國家決議文〉，對台灣的「國家論述」來講，是一個很大的倒退。他解釋：〈正常國家決議文〉的基本思維是認為，台灣還不是獨立國家，必須透過公民投票來完成獨立的程序；這種思想可以說是早期台獨的思想，也就是台灣民主化之前的台獨理論；但事實上，台灣經歷過1990年代的民主化過程，早已解決「台灣主權歸屬問題、中華民國在台灣的合法性問題、台灣與中國的關係問題」三大問題。他說，在民主化之前，台灣主權歸屬是有爭議的，也就是基於《舊金山和約》的台灣地位未定論；而中華民國在台灣的統治合法性也是有爭議的，也就是「究竟是歸還、佔領還是代管」；而台灣與中國的關係更是麻煩，也就是「處在內戰的交戰雙方」。他說，民主化等於漸進式住民自決，台灣民主化以後，台灣主權屬於全體台灣人民，中華民國的合法性被間接接受，台灣是獨立國家、與中國互不隸屬，這些都已經確立下來；所以，台灣民主化以後的台獨理論，講的是「台灣已經獨立，除非要改變這個事實，否則不必進行自決公投」，這也是民進黨自從1996年新世代發動路線大辯論、以至1999年通過〈台灣前途決議文〉以來的主流路線。他說，民進黨在執政前，講「台灣已經獨立」；現在民進黨執政近八年，台灣反而從「已經獨立」變成「還沒獨立」，當然是台獨理論的大倒退。
2007年9月26日，周奕成說，「教育本土化」是必要的，但未必都能稱為去中國化；不能把教育本土化的議題當成政黨對抗的題材，但藍綠政黨在這一點都非常糟糕：藍綠雙方都不是真的關注教育內容，而是不停地怪罪對方、互相扣帽子。他說，教育本土化和機構的名稱，其實都是可以理性討論的；怎麼樣最符合事實，怎麼樣最符合國家利益，應該就個案逐項來討論。他說，歷史是多面向的，「第一社會」（本省人）的歷史是台灣的歷史，「第二社會」（外省人）的歷史也是台灣的歷史；對於曾經發生在台灣這塊土地上的事實，我們都應該認識；對於所有曾經做出貢獻的人，我們都應該予以肯定；「第三社會」（超越藍綠的新世代）的立場應該是如此。
2008年1月，第三社會黨以「憲改、稅改、人心改」為政見主軸，提名五名全國不分區及十名區域候選人參與立委選舉，雖然頗受知識階層同情支持，但選票不足，未獲任何席次。周奕成在選後淡出政治，但仍持續發表政論文章，並以新議程研究室之名參與國內外政策及學術研討會。
2008年1月4日，周奕成表示，他投入選舉至今只花費新台幣十萬元，但中國國民黨與民進黨候選人光是文宣就已花費新台幣上千萬元，競選花費過高使候選人需要企業支持，更導致日後官商勾結嚴重、執政者向富人靠攏；所以他批評，國民黨與民進黨都是「要錢右派，要票左派」。他同時批評：民進黨自命為「本土政權」，只准自己本土，不准別人本土，這樣民進黨才能獨占本土；若民進黨真的愛台灣，就應該容忍甚至鼓勵新的本土力量。
2008年底，周奕成在《聯合報》【名人堂】專欄連續發表八篇「台灣起業國」論述，指出在全球金融風暴下政府應做的是促使經濟提早復甦，最有效的措施是鼓勵創業，尤其是微型創業有助於紓緩失業。其後周奕成投入輔導微型創業與文化創意產業，並與陶藝家蕭立應共同創立陶瓷工藝品牌「台客藍」（Hakka-blue）。
2008年12月18日，周奕成在《新新聞》的專欄批評：「從2006年開始，陳水扁最大的政治動機，就是用台獨運動來掩飾和掩護他個人的誠信和道德危機。很清楚地，陳水扁與台獨運動者的目標不僅違背，而且是絕對衝突的；更何況，以一位在廣大華人世界受到鄙視的政客為領袖，絕對不是台獨運動好的策略。......做為一個台灣人，我認為：陳前總統最嚴重的罪還不是涉嫌貪瀆，而是他宣稱他一人即代表台灣人，他要全體台灣人一起承擔他的過錯，他要讓台灣人淪入萬劫不復的歷史輪迴。我是希望台灣繼續向前走的台灣人，必須要做出『一個台灣人』的反聲明：陳水扁不代表台灣人。」

## 家人
母：劉靜娟，台灣散文作家。

## 資料來源
1. ↑  《行政院全球資訊網》介紹周奕成[永久]
2. ↑  周奕成，〈台灣之盾如何成為黨派之矛〉。本文以〈715觀點 深綠選民的「矛」「盾」角色〉[永久]為題刊登於蘋果日報 (台灣)2006年8月19日〈論壇〉版。
3. ↑  郭乃日. . 聯合報. 2007-05-28  [2014-08-03]. （原始内容存档于2014-03-01） （中文（臺灣））.
4. ↑  郭至楨、朱蒲青. . 中時電子報. 2007-09-27  [2014-09-22] （中文（臺灣））.[]
5. ↑  郭至楨、朱蒲青. . 中時電子報. 2007-09-27  [2014-09-22]. （原始内容存档于2015-04-02） （中文（臺灣））.
6. ↑  朱蒲青. . 中時電子報. 2007-09-27  [2014-09-22] （中文（臺灣））.
7. ↑  林諭林、黃文博、鄭緯武 綜合報導，林修卉、顏瓊玉、林諭林 台北報導，〈獨派批民進黨：捏死其他本土〉 （页面存档备份，存于），《中國時報》2008年1月5日。
8. ↑  周奕成，〈陳水扁不代表台灣人〉，《新新聞》2008年12月18日。

## 外部連結
- 周奕成的Facebook頁面 （页面存档备份，存于）
- 周奕成政論（页面存档备份，存于）
- 第三社會
- 台客藍（页面存档备份，存于）